# Kireńsk
Kireńsk (ros. Киренск) – miasto w azjatyckiej części Rosji, w obwodzie irkuckim.
Leży u ujścia Kirengi do Leny, 640 km na północny wschód od Irkucka; ok. 13 100 mieszkańców (2005); przemysł drzewny; rzeczna stocznia remontowa; lotnisko.
Osiedle założone w 1630; prawa miejskie uzyskało w 1775. W XIX wieku w mieście tym osadzano licznych zesłańców, zwłaszcza przeciwników politycznych. Jednym z nich był Józef Piłsudski, który przebywał w tym mieście od 1887 do 1890. Zesłany był tu także publicysta Adam Szymański, a zmarł tu powstaniec listopadowy Michał Matuszewicz.